# Casa del Doctor Josep Vidal Geli
Casa del Doctor Josep Vidal Geli és una obra del municipi de Sant Pere Pescador (Alt Empordà) inclosa en l'Inventari del Patrimoni Arquitectònic de Catalunya.

## Descripció
Situada dins del nucli urbà de la població de Sant Pere Pescador, al sud de l'antic nucli medieval, al començament de la plaça Major. Forma cantonada amb els carrers del Doctor Vidal Geli i Bon Aire. És un edifici cantoner de planta rectangular, format per diverses crugies, amb la coberta a dues vessants de teula. Està distribuït en planta baixa i dos pisos, amb un petit altell i pati a la part posterior. Totes les obertures de l'edifici són rectangulars, majoritàriament bastides amb carreus de pedra ben desbastats i amb les llindes planes. La façana principal presenta tres portals a la planta baixa, els dos més grans amb les llindes gravades amb les dates 1603 i 1771. Al primer pis, un balcó exempt amb llosana motllurada, i la data 1771 a la llinda del finestral. Al costat, una finestra balconera amb les inicials "NYS" a la llinda. La segona planta presenta dues finestres balconeres. A la part posterior de l'edifici hi ha la porta d'accés al pati, d'arc rebaixat amb una inscripció a manera de dovella clau: "1887 J.V". Els paraments exteriors estan arrebossats i pintats, amb la cantonada bastida amb carreus de pedra escairats.

## Història
En el nucli antic de Sant Pere Pescador hi ha algunes cases dels segles XVI, XVII i XVIII amb interessants elements arquitectònics. Amb l'acabament de les guerres remences la vila de Sant Pere Pescador s'expandí més enllà del nucli fortificat al centre, on hi havia l'església i la casa Caramany, sobretot vers migdia on es formà un extens barri entre la muralla i el riu. L'habitatge del carrer del Doctor Josep Vidal Geli ubicat al carrer que rendeix homenatge al mateix doctor, és possiblement del segle xvii, amb reformes al segle xviii i xix.